# مجرد فضفضة (برنامج)
 مجرد فضفضة برنامج تلفزيوني أذيع على قناة الفجر الفضائية في عام 2011 وقدمه الحالي محمد صالح المنجد والسابق مالك القناة وجدي الغزاوي. انتقد البرنامج بشكل غير مألوف طريقة إدارة البلاد في المملكة العربية السعودية. أغلقت القناة لاحقا وتم وإيداع المقدم في السجن تحت ذريعة تراكم الديون على القناة. لاحقا حكم الغزاوي بسبب البرنامج.

## محاكمة القائمين على البرنامج
في 13 يناير 2014 بدأت أول جلسات محاكمة مجدي الغزاوي مقدم البرنامج في المحكمة الجزائية المتخصصة في الرياض بتهمة إثارة الفتنة بين أفراد المجتمع، والنيل من هيبة الدولة ومؤسساتها العدلية. انكر الغزواي التهم وذكر أن الهدف كان تثقيف الشعب بحقوقه وانه قام بأعداد وتقديم البرنامج وحده .

## حلقات البرنامج
قدم 7 حلقات في قناة الفجر وعناوينها:
- الإرهاب الفكري،
- المؤسسة الدينية
- الفساد الإداري
- العبودية والذل
- نتائج الاستبانة
- السعودية والإرهاب.. أصناف الشعب
- الوطن المختطف